# Cheremulite
La cheremulite è una pietra lavica, simile alla pietra pomice.
Viene estratta dal monte Cuccuruddu (m. 676 s.l.m.), un antico vulcano che si trova nei pressi del paese di Cheremule nella città metropolitana di Sassari in Sardegna.
La pietra veniva utilizzata sin dalla notte dei tempi come materiale da costruzione per le sue ottime capacità isolanti.
Oggi è utilizzata in edilizia come coibentante, sotto forma di ghiaia in botanica e giardinaggio come drenante nei terreni molto argillosi.